# Chambon-sur-Cisse
Chambon-sur-Cisse – miejscowość i dawna gmina we Francji, w Regionie Centralnym, w departamencie Loir-et-Cher. W 2013 roku populacja gminy wynosiła 731 mieszkańców. 
1 stycznia 2017 roku połączono dwie ówczesne gminy: Chambon-sur-Cisse oraz Valencisse. Nowa gmina przyjęła nazwę Valencisse, a jej siedzibą została miejscowość Molineuf. 